# Dinin Do'Urden
Dinin Do'Urden es un personaje de ficción perteneciente al universo de Dungeons & Dragons y Reinos Olvidados. 
Dinin es el primer hijo de la casa Do'Urden. Aunque en un principio era el segundo, tras matar a su hermano Nalfein en el ataque a la casa De Vir, pasó a convertirse en el primogénito y pasteriormente en maestro de Melee-Magthere. Es el único hermano de Drizzt Do'Urden y lo acompañó en una escaramuza a la superficie  para matar elfos, fue allí donde un joven Drizzt comprendió hasta donde llegaba el horror en el que se basaba la sociedad drow. Más tarde, con la huida de Drizzt y la destrucción de su casa, Dinin ingresó en Bregan D'aerthe. 
Una década después, el mercenario se reencuentra con una alocada Vierna Do'Urden (la otra única superviviente de su casa además de él) quien, al cabo de un tiempo y por poner en duda que ésta tenía el favor de Lloth, su hermana lo convierte en draña, un monstruo entre drow y araña. La draña en la que se ha convertido Dinin no es más que un títere sin voluntad en manos de la sacerdotisa de la Reina Araña, y muere en una lucha contra Bruenor y sus amigos en los túneles cercanos a Mithril Hall.
| Dinin Do'Urden      | Dinin Do'Urden   |
| ------------------- | ---------------- |
| Mundo:              | Reinos Olvidados |
|                     |                  |
| Creador             | R. A. Salvatore  |
| Lugar de nacimiento | Menzoberranzan   |
| Raza                | Drow             |
| Sexo                | Varón            |
| Alineamiento        | Maligno          |
| Deidad              | Lloth            |

- Datos: Q5807375